# Колос (Крупський район, Бобрська сільська рада)
Колос (біл. вёска Колас) — село в складі Крупського району Мінської області, Білорусь. Село підпорядковане Бобрській сільській раді, розташоване в східній частині області.